# کامرون هنینگ
کامرون هنینگ (انگلیسی: Cameron Henning؛ زادهٔ ۲۴ نوامبر ۱۹۶۰) شناگر اهل کانادا بود.
وی در مسابقات کشوری و بین‌المللی در مجموع برندهٔ ۱ مدال برنز شده‌است.